# Myiophasiopsis flavotegulata
Myiophasiopsis flavotegulata là một loài ruồi trong họ Tachinidae.